# Шеризе, Филипп де
Фили́пп Луи́ Анри́ Мари́ де Шеризе́, 9-й маркиз де Шеризе (фр. Philippe Louis Henri Marie de Chérisey) (13 февраля 1923, Париж, Франция — 17 июля 1985, Париж, Франция) — французский писатель, юморист, сюрреалист и актёр второго плана (сценическое имя — Амедей).
Также известен как один из создателей (наряду с Пьером Плантаром) поддельных рукописей, именуемых «Тайные досье Анри Лобино», получивших известность после выхода в 1967 году книги Жерара де Седе «Золото Рен» и ставших основой для мистификации о Приорате Сиона, существовавшей в 1962—1983 годы.

## Биография

### Ранние годы
Родился 13 февраля 1923 в Париже в богатой семье, происходившей из Лотарингии. Вопреки воле родителей захотел стать актёром и в 1946 году поступил в театральную школу Рене Симона. Его самой крупной ролью стало участие в 1952 году в съёмках фильма «Запрещённые игры». Шеризе получил известность, как кутила, любящий проводить время наслаждаясь вином и посещать публичные библиотеки, где он мог удовлетворить своё любопытство во всём, что приходило ему на ум.

### Сюрреализм
Шеризе был последователем движения сюрреалистов и утверждал, что был знаком с Эженом Ионеско, также заявляя, что как и Ионеско является членом УЛИПО и Коллежа патафизики, хотя в обоих случаях нет никаких доказательств этого. Желание Шеризе подорвать нормы культуры или, другими словами, создать им некую альтернативу, которая должна стать реальнее реальности, привело его к идее о Приорате Сиона и продвижении притязаний Пьера Плантара на прямое происхождение от Дагоберта II. Он считал себя сатириком, когда выступал на радио, и продолжит играть эту же роль в теме, связанной с Приоратом Сиона, называя себя шутником. Самым известным примером этого является его эзотерическая повесть Circuit первоначально написанная в 1968 году, до 1971 года не находившаяся на хранении в Национальной библиотеке Франции.

### Ренн-ле-Шато
В начале 1960-х годов Шеризе встретил Плантар и они вместе стали проявлять интерес к Ренн-ле-Шато. С середины 1950-х годов владелец местной гостиницы Ноэль Корбу с целью привлечь туристов распустил слух о том, что в XIX веке католический священник Франсуа Беранже Соньер, бывший здесь настоятелем прихода, обнаружил сокровище Бланки Кастильской. История получила широкое хождение после того, как писатель Робер Шарру в 1962 году выпустил книгу «Сокровища мира» (фр. Trésors du monde). 2 апреля 1965 года в письме к своей подруге Шеризе писал: «Не говори никому, но я поезду в Пиренеи на четыре дня, вместе с Плантаром, чтобы нащупать, если получится, хоть какой-то след к Марии Магдалине». Смесь сюрреализма и юмора в деятельности Шеризе по созданию мистификации с Приоратом Сиона, Жизорским замком и Ренн-ле-Шато, как и в тех документах, которые он отдал на хранение в Национальную библиотеку Франции.

### Пергаментные рукописи
В начале 1960-х годов Шеризе изготовил две поддельные рукописи на пергаменте, чьи фотокопии были в последующем приведены Жераром де Седе в 1967 году в его книге «Золото Рен» (фр. L'Or de Rennes), написанной совместно с Плантаром. В ней впервые история Корбу была изложена в таком ключе, чтобы доказать непосредственное участие Плантара в деятельности тайного общества «Приорат Сиона» и обосновывать его притязания на родством с Меровингами, чьи потомки, якобы, на протяжении тысячи лет скрывали своё существование. В 1982 году эти пергаменты послужили завязкой для книги «Святая Кровь и Святой Грааль» Майкла Бейджента, Ричарда Ли и Генри Линкольна, которая в свою очередь послужила первоисточником для написания Дэном Брауном в 2003 году книги «Код да Винчи». Другие документы, в которых были представлены подложные родословные, была внесены на хранение во Французскую национальную библиотеку в течение 1960-х, 1970-х и 1980-х годов.
После выхода «Золота Рен» в 1978 году Шеризе заявил в своём неопубликованной документе «Тайна Рен», что используемые в качестве достоверных источников рукописные пергаменты он подделал, и что первоначально они предназначались его другу Фрэнсису Бланше в качестве материала для радиопостановки «Знак ярости» (фр. Signé Furax). Второй документ Шеризе назывался «Камень и бумага» (фр. Pierre et papier), где представлено более обстоятельное и подробное изложение техники истолкования с использованием 25 буквенного алфавита из задачи о ходе коня, с опусканием буквы «W», о котором мог знать только сам фальсификатор. Перевод на английский язык этого документа был осуществлён в 2010 году Жан-Люком Шомелем.

### Подробности о подделках
Первая поддельная рукопись была скопирована Шеризе с Кодекса Безы, содержавшегося в книге французского католического теолога и первого секретаря Папской библейской комиссии священника Фулкрана Вигуру «Библейский словарь» (фр. Dictionnaire De La Bible) вышедшей в 1895 году. Внимание Шеризе привлекла часть стиха Лук. 6-1 из Евангелия от Луки «В субботу, первую по втором дне» (лат. In Sabbato Secundo Primo). Шеризе писал: «Эта фраза стала головной болью для безымянных (тайных) обществ. Они утверждали, что „В субботу, первую по втором дне“ невозможно перевести. Никто когда-либо не слышал об этом. Так, что ученики прошли через пшеничное поле и, будучи голодны, ели зёрна; тогда и там это должно было означать „Вторая суббота после первого дня предложения хлебов“. Это единственное толкование, которое мы сумели найти.». В свою очередь Шеризе попробовал предложить собственное истолкование текста: «In Sabbato Secundo Primo означает не „В субботу, первую по втором дне“, а „Как второй в главенстве Сабазий стал первым“. Интересно, что собрания ведьм называются „шабаши“ не от еврейских праздников, но потому что Сабазий был богом фригийцев».
Кроме того в первой рукописи содержится зашифрованное сообщение, написанное на современном французском языке: «Для короля Дагоберта II и для Сиона это сокровище, и здесь он покоится» (фр. À Dagobert II Roi et à Sion est ce trésor et il est là mort)
Шеризе выбрал в качестве источника сочинение Вигуру, поскольку тот являлся священником, связанным с церковью Сен-Сюльпис, которая располагается в том месте, вокруг которого Шеризе и Плантар создали миф о Приорате Сиона, а значит красиво укладывался в общую картину.
Входе расследования передачи «60 минут» было установлено, что вторая рукопись была изготовлена Шеризе путём заимствования текста из Вульгаты, изданной в XIX веке Джоном Вордсвортом и Генри Дж. Уайтом как Novum Testamentum Domini Nostri Iesu Christi latine secundum sancti Hieronymi (Oxford: Clarendon Press, 1889–1954). В свою очередь Жан-Люк Шомель в чьём распоряжении оказались обе рукописи Шеризе пришёл к выводу о том, что им можно дать несколько десятком лет, но никак не столетий. Кроме того, Шомель заявил, что у него в распоряжении имеются письма Шеризе, которые являются прямым доказательством того, что Шеризе сознательно участвовал в этой афере.
Шеризе не был знатоком палеографии латинского языка и даже те познания в этом языке, которые он имел со времени учёбы в высшей школе, не сохранил, чему свидетельством является копирование текста Кодекса Безы в одну из его пергаментных рукописей. например им было допущено несколько грубейших ошибок при копировании унциалов, что в значительной мере искажает написание ряда слов. Эти факты обычно не принимаются во внимание теми, кто выступает в защиту подлинности рукописей.
В 1970-е годы в интервью Жан-Люку Шомелю Шеризе утверждал: «пергаменты Евангелия от Луки были подделаны мной и для них я позаимствовал унициал из работы L'archéologie chrétienne (Христианская археология) Дома Камброля в Национальной библиотеке, раздел C25».
29 января 1974 года в своём письме к писателю Пьеру Жарнаку Шеризе утверждал следующее: «P.S. Знаете ли вы, что знаменитые рукописи, якобы обнаруженные аббатом Соньером были созданы в 1965 году? И что я взял на себя ответственность выступить их автором?».
Генри Линкольн, один из авторов книги «Святая Кровь и Святой Грааль», писал, что Плантар ему лично признался в том, что эти документы являются подделкой и назвал Шеризе в качестве того, кто их изготовил.

### Отношения с Плантаром
Разрыв отношений между Шеризе и Плантаром произошёл в 1983 году, когда первый начал сотрудничать со своим дантистом Полем Руэлем в написании книги, посвящённой Приорату Сиона.
Писатель Пьер Жарнак привёл отрывок из письма, которое получил 22 мая 1985 года от Плантара: «Вам нужно знать только, что я не имею какого-либо отношения к „бессмертной прозе“ месье Филиппа де Шеризе, который был соавтором месье Поля Руэля по книге Court-circuit представленной BN в декабре 1984 или январе 1985 года, которые смешали моё имя с грязью. Маркиз де Шеризе был моих хорошим другом со студенческих лет, но я очень часто не одобряю его книг, которые в действительности довольно странные».

### Последние годы и смерть
Шеризе умер 17 июля 1985 года в Париже во время работы над энциклопедией трема. Его отпевание состоялись в Париже в Церкви Святой Троицы, а похороны прошли в фамильном склепе в Ре.
Главный редактор журнала «Этюд меровенжьенн» Джино Сандри в десятом номере издания посвятил Шеризе некролог.

## Фильмография
| Год  | Название на русском                     | Название на английском                             | Роль                                         | Примечания |
| ---- | --------------------------------------- | -------------------------------------------------- | -------------------------------------------- | ---------- |
| 1949 | Сокровище никеленогих                   | Le Trésor des Pieds-Nickelés                       |                                              |            |
| 1950 | Ночная коробка                          | Boîte de nuit                                      | Ludovic                                      |            |
| 1950 | Пигаль-Сен-Жермен-де-Пре                | Pigalle-Saint-Germain-des-Prés                     | Albert                                       |            |
| 1950 | Улица без закона                        | La Rue sans loi                                    | Юный гость у графини Трели                   |            |
| 1950 | Денщик капитана                         | Le Tampon du capiston                              | Fricoteau                                    |            |
| 1950 | Дама от Максима                         | La Dame de chez Maxim                              |                                              |            |
| 1950 | Пресноводные солдаты / Это ещё цветочки | Soldats d'eau douce/ Petit poisson deviendra grand |                                              |            |
| 1951 | Наслаждение                             | Le Plaisir                                         | Frédéric, le serveur                         |            |
| 1951 | Пале-Рояль                              | Palais Royal                                       | court métrage, il est seulement le narrateur |            |
| 1952 | Запрещённые игры                        | Jeux interdits                                     | Francis Gouard                               |            |
| 1953 | Это ... жизнь в Париже                  | C'est... la vie parisienne                         |                                              |            |
| 1953 | Рабыня                                  | L'Esclave                                          |                                              |            |
| 1954 | Зои                                     | Zoé                                                |                                              |            |
| 1954 | День фантазий                           | Fantaisie d'un jour                                |                                              |            |
| 1955 | Этот священный Амеде                    | Ce sacré Amédée                                    |                                              |            |
| 1955 | Жервеза                                 | Gervaise                                           | Mes-Bottes, un copain de Coupeau             |            |
| 1955 | Мария-Антуанетта — королева Франции     | Marie-Antoinette reine de France                   | Samson, le bourreau                          |            |
| 1955 | Папа, мама, моя жена и я                | Papa, maman, ma femme et moi                       | Un invité parlant automobile                 |            |
| 1956 | Ах, какая компания!                     | Ah! quelle équipe                                  |                                              |            |
| 1956 | Фернан-ковбой                           | Fernand cow-boy                                    | L'homme aux cigares "farce et attrape"       |            |
| 1956 | Кюре у нищих                            | Mon curé chez les pauvres                          |                                              |            |
| 1956 | Порт де Лила                            | Porte des lLilas                                   | Paulo, un habitué du café                    |            |
| 1956 | Если бы нам рассказали о Париже         | Si Paris nous était conté                          | Un pêcheur                                   |            |
| 1957 | Обнажённая у него в кармане             | Un amour de poche                                  | Maubru                                       |            |
| 1957 | Мисс Пигаль                             | Miss Pigalle                                       | Le secrétaire                                |            |
| 1957 | Без семьи                               | Sans famille                                       | Un gendarme                                  |            |
| 1957 | Ночь в Мулен Руж                        | Une nuit au Moulin Rouge                           |                                              |            |
| 1957 | Урожай                                  | Les Vendanges                                      | Le père Marius                               |            |
| 1958 | Мегрэ расставляет сети                  | Maigret tend un piège                              | L'inspecteur Alfonsi                         |            |
| 1958 | Загадка в Фоли-Бержер                   | Énigme aux Folies Bergère                          | Il est seulement le dialoguiste              |            |
| 1959 | Зелёная лошадь                          | La Jument verte                                    | Ernest Haudoin, le fils aîné d'Honoré        |            |
| 1960 | Столь долгое отсутствие                 | Une aussi longue absence                           | Marcel langlois                              |            |
| 1963 | Концерт для виолончели                  | Concerto pour violoncelle                          | court métrag                                 |            |
| 1964 | Йойо                                    | Yoyo                                               |                                              |            |
| 1965 | Дело отравителей                        | L'Affaire de poissons                              | court métrage, uniquement la voix            |            |
| 1965 | Месть русского сироты                   | La Vengeance d'une orpheline russe                 | court métrage                                |            |
| 1968 | Принцесса просит вас                    | La princesse vous demande                          | court métrage                                |            |
| 1972 | Красная комната                         | La Chambre rouge                                   | Max                                          |            |
| 1973 | Дикий Запад                             |                                                    |                                              |            |
| 1975 | Когда цветут маки                       | Quand les pavots refleurissent                     | Kelner                                       |            |
| 1978 | Ангелы и демоны                         | Les anges et les démons                            | Le facteur                                   |            |
| 1980 | Мимолетный побег                        | La Fuite en avant                                  | Paul Spire                                   |            |
| 1980 | Белобрысый                              | De Witte van Sichem                                | le joueur de trombone                        |            |
| 1980 | Засов                                   | Lock                                               | Le médecin                                   |            |

## Сочинения
- Un mauvais quart d'heure à passer, ou La Vengeance de la grosse molaire (Pierre Billard et Pierre Tchernia, 1949). Bibliothèque nationale, manuscript 4- YA RAD- 4097
- with Grégoire (= Roland Dubillard), Livre à vendre, Paris : Éditions de Paris (1957, new edition Paris : J.-C. Simoën, 1977).
- Anacharsis à l'Exposition : Textes d'Amédée, présentés par Philippe Dasnoy, Bruxelles: Éditions Jeune Belgique (1958), 2 vols (letters read by the author during the "Étoile 58" Belgian radio-programme).
- Le pied à coulisse (Radiodiffusion française, 1960). Bibliothèque nationale, manuscript 4- YA RAD- 8630.
- Circuit (dated 1968, deposited in the Bibliothèque nationale 28 June 1971; EL 4-Y-413). Slightly different versions of this novel exist in the possession of private individuals
- L'Or de Rennes pour un Napoléon (1975). Bibliothèque nationale, 4-LB44-2360
- L'Enigme de Rennes (1978). Bibliothèque nationale, EL 4-Z PIECE-110 and EL 4-Z PIECE-111
- "Jarry lecteur de Poe et de Shakespeare", in AARevue 115 (janvier-février 1979), Liège.
- "Catalogue des circonflexes communs", "Circonflexe des propres" et "Circonflexe et Tréma", in AARevue 123 ("Absolu 107", sept.-oct. 1979).
- Lettre ouverte à Monsieur Laurent Dailliez (1980). Bibliothèque nationale, EL 4-Y PIECE- 344
- Court-circuit by Paul Rouelle, avec un feu d'artifices de Ph. de Cherisey, Liège : P. Rouelle (1983, enlarged ed. Paris : l'Oeil du sphinx, 2010).
- "Jésus Christ, sa femme et les mérovingiens", in Nostra L'Actualite Insolite (Number 584, 1983).
- L'Affaire Jean-Luc Chaumeil (1984). Bibliothèque nationale, EL 4-Z PIECE-245
- Un veau à cinq pattes: notes sur l'oeuvre de l'abbé H. Boudet, sur ses sources, son tempérament, son idéal et sa vie (France secret, 2008). ISBN 978-2-916797-16-8